# Алтухов Павло Сергійович
Павло Сергійович Алтухов (нар. 23 грудня 1995, Хмельницький, Україна) — український спортсмен, веслувальник на байдарках і каное, дворазовий бронзовий призер чемпіонату Європи 2015 року.

## Кар'єра
У 2013 році Павло Алтухов здобув свій перший успіх у веслуванні. На юніорському чемпіонаті світу він став бронзовим призером змагань у каное-одиночках на дистанції 1000 метрів, а на дистанції 200 метрів фінішував четвертим. Наступний рік також став успішиним для спортсмена. Він став бронзовим призером чемпіонату Європи серед молоді в каное-одиночках на дистанції 500 метрів, а також бронзовим призером чемпіонату світу серед молоді в каное-одиночках на дистанції 1000 метрів. Окрім цього відбувся дебют спортсмена на дорослому чемпіонаті світу. Там він зупинився за крок до медалі в каное-одиночках на дистанції 1000 метрів та став п'ятим у каное-одиночках на дистанції 500 метрів.
Першого дорослого успіху добився у 2015 році, коли на чемпіонаті Європи в Рачице завоював бронзові медалі на дистанціях 500 та 1000 метрів. На чемпіонаті світу він знову фінішував за крок до медалі на дистанції 1000 метрів, але це дозволило йому завоювати ліцензію на Олімпійські ігри.
15 серпня 2016 року він дебютував на Олімпійських іграх у Ріо-де-Жанейро. У попередніх запливах він фінішував четвертим та пройшов у півфінал. На цій стадії він поступився лише Іллі Штокалову з Росії та пройшов у фінал. Там він фінішував п'ятим, але після дискваліфікації молдавського спортсмена Сергія Тарновського, він піднявся на четверте місце. 
У 2017 році в Алтухова почалися проблеми із плечем через що відбувся спад у результатах. Йому вдалося ставати призером змагань лише на молодіжному рівні. На дорослих чемпіонатах світу українець жодного разу не виходив у фінал А.
З 2020 року почав виступати також у каное-двійці, сформувавши екіпаж із бронзовим призером Олімпійських ігор 2016 року Дмитром Янчуком. У травні 2021 року Павло здобув ліцензію на Олімпійські ігри, ставши найкращим у коное-одиночці на дистанції 1000 метрів. Після цього на чемпіонаті України його екіпаж з Дмитром Янчуком зумів перемогти та увійти в остаточний склад збірної України на Олімпійські ігри. У червні 2021 року вони виступили на чемпіонаті Європи та посіли шосте місце у фіналі.
2 серпня відбувся попередній заїзд на Олімпійських іграх у каное-двійках на дистанції 1000 метрів. Там, із семи екіпажів, український екіпаж став шостим і пройшов у чвертьфінал, де він поступився лише бразильському екіпажу та кваліфікувався в півфінал. Для того щоб пройти у фінал А, їм потрібно було фінішувати в топ-чотири з п'яти екіпажів, але їм не вдалося цього зробити. У фіналі B український екіпаж посів п'яте місце. У загальному заліку з чотирнадцяти екіпажів вони стали тринадцятими. 6 липня Алтухов почав змагання в каное-одиночках на дистанції 1000 метрів. У попередніх заїздах він став четвертим із восьми спортсменів та кваліфікувався у чвертьфінал. На наступній стадії він поступився лише китайському спортсмену Чжен Пенфею, кваліфікувавшись у півфінал. Там він зупинився за крок до потрапляння у фінал А, фінішувавши п'ятим. У втішному фіналі Алтухов став четвертим та посів дванадцяте місце серед усіх учасників.

## Виступи на Олімпіадах
| Олімпіада           | Дисципліна                  | Місце |
| ------------------- | --------------------------- | ----- |
| Ріо-де-Жанейро 2016 | каное-одиночки, 1000 метрів | 4     |
| Токіо 2020          | каное-одиночки, 1000 метрів | 12    |
| Токіо 2020          | каное-двійки, 1000 метрів   | 13    |

## Найкращі результати

### Чемпіонати світу
- — Чемпіонат світу серед молоді 2015 (Монтемор-у-Велю, Португалія) (каное-одиночка, 1000 метрів)
- — Чемпіонат світу серед молоді 2014 (Сегед, Угорщина) (каное-одиночка, 1000 метрів)
- — Чемпіонат світу серед молоді 2018 (Пловдив, Болгарія) (каное-одиночка, 1000 метрів)
- — Чемпіонат світу серед юніорів 2013 (Велланд, Канада) (каное-одиночка, 1000 метрів)

### Чемпіонати Європи
- — Чемпіонат Європи 2015 (Рачице, Чехія) (каное-одиночка, 500 метрів)
- — Чемпіонат Європи 2015 (Рачице, Чехія) (каное-одиночка, 1000 метрів)
- — Чемпіонат Європи серед молоді 2017 (Пловдив, Сербія) (каное-одиночка, 1000 метрів)
- — Чемпіонат Європи серед молоді 2014 (Мант-ла-Жолі, Франція) (каное-одиночка, 1000 метрів)

### Кубки світу
- — етап кубка світу 2016 (Дуйсбург, Німеччина) (каное-одиночка, 1000 метрів)